# 維多利亞州總督
維多利亞總督（英語：Governor of Victoria）是澳大利亚君主在该国維多利亞州的全權代表。澳大利亞各州的州督在其任職的州行使的憲政和儀式職能類似於澳大利亞總督在全國層面的職能。現時總督是由澳大利亚君主根據維多利亞州長（州總理）的提議所欽命的。總督的任期沒有法定限制（正式是「由君主決定」），但按照慣例正常任期基本是五年，並可由州長提議延長。